# Real (IU)
Real è un EP della cantante sudcoreana IU, pubblicato nel 2010 dall'etichetta discografica LOEN Tree.

## Il disco
L'EP è uscito il 9 dicembre 2010 in due versioni, normale e limitata, che hanno venduto più di 100.000 copie in Corea del Sud; la versione limitata è andata esaurita già nelle pre-vendite. Il 5 dicembre 2010 furono diffuse in rete alcune foto promozionali e un'anticipazione del video musicale del singolo Good Day: quest'ultimo, uscito lo stesso giorno dell'EP anche con il video musicale, si è classificato al primo posto nelle varie sotto-classifiche della Gaon Chart e ha avuto più di 3.522.625 download digitali.

## Tracce
1. This Is Not What I Thought (이게 아닌데; Ige aninde) – 3:07 (testo: Kim Eana – musica: Kim Hyeong-seok)
2. The Thing I Do Slowly (느리게 하는 일; Neurige haneun il) – 4:13 (testo: Choi Gap-won – musica: Peejay, Min Woong-shik)
3. Good Day (좋은 날; Joeun nal) – 3:53 (testo: Kim Eana – musica: Lee Min-soo)
4. The Night of the First Breakup (첫 이별 그날 밤; Cheot ibyeol geunal bam) – 4:26 (Yoon Jong-shin)
5. Alone in the Room (혼자 있는 방; Honja itneun bang) – 3:58 (testo: Choi Gap-won, IU – musica: Jeon Seung-woo)
6. Merry Christmas in Advance (미리 메리 크리스마스; Miri Meri Keuriseumaseu) (feat. Thunder dei MBLAQ) – 4:28 (testo: Choi Gap-won – musica: Shinsadong Tiger, Choi Gyu-seong)
7. Good Day (strumentale) – 3:53 (musica: Kim Eana)

## Classifiche
| Classifica (2010)           | Posizione massima |
| --------------------------- | ----------------- |
| Corea del Sud (settimanale) | 2                 |
| Corea del Sud (mensile)     | 3                 |

## Date di pubblicazione
| Stato         | Data            | Formato               | Edizione | Casa discografica  |
| ------------- | --------------- | --------------------- | -------- | ------------------ |
| Corea del Sud | 9 dicembre 2010 | CD, download digitale | Standard | LOEN Entertainment |
| Corea del Sud | 9 dicembre 2010 | CD+DVD                | Limitata | LOEN Entertainment |
| Mondiale      | 9 dicembre 2010 | Download digitale     |          | LOEN Entertainment |

## Riconoscimenti
- 2011 – Seoul Music Award
  - Vinto – Miglior album digitale[4].
- 2012 – Korean Music Awards
  - Vinto – Canzone dell'anno per Good Day[5].
  - Vinto – Miglior canzone pop per Good Day[5].